# Сільвестре Ігоа
Сільвестре Ігоа Гарсіандія (ісп. Silvestre Igoa Garciandía, 5 вересня 1920, Сан-Себастьян — 31 травня 1969, Сан-Себастьян) — іспанський футболіст, що грав на позиції флангового півзахисника, нападника, зокрема, за клуби «Валенсія» та «Реал Сосьєдад», а також національну збірну Іспанії.
Триразовий чемпіон Іспанії. Володар Кубка Іспанії. 

## Клубна кар'єра
Народився 5 вересня 1920 року в місті Сан-Себастьян. Вихованець юнацьких команд футбольних клубів «Беті Алаї» та «Катарроха».
У футболі дебютував 1941 року виступами за команду «Валенсія», в якій провів дев'ять сезонів, взявши участь у 168 матчах чемпіонату.  У складі «Валенсії» був одним з головних бомбардирів команди, маючи середню результативність на рівні 0,48 голу за гру першості. За цей час тричі виборював титул чемпіона Іспанії, ставав володарем Кубка Іспанії.
Своєю грою за цю команду привернув увагу представників тренерського штабу клубу «Реал Сосьєдад», до складу якого приєднався 1950 року. Відіграв за клуб із Сан-Себастьяна наступні шість сезонів своєї ігрової кар'єри. В новому клубі був серед найкращих голеодорів, відзначаючись забитим голом в середньому щонайменше у кожній третій грі чемпіонату.
Завершив професійну ігрову кар'єру у клубі «Гранада», за команду якого виступав протягом 1956—1957 років.

### Статистика виступів
| Клуб              | Сезон             | Ла-Ліга | Ла-Ліга | Кубок Іспанії | Кубок Іспанії | Кубок Дуарте | Кубок Дуарте | Інші | Інші | Разом | Разом |
| Клуб              | Сезон             | Ігри    | Голи    | Ігри          | Голи          | Ігри         | Голи         | Ігри | Голи | Ігри  | Голи  |
| ----------------- | ----------------- | ------- | ------- | ------------- | ------------- | ------------ | ------------ | ---- | ---- | ----- | ----- |
| Валенсія          | 1941—1942         | 3       | 2       | 2             | 3             | -            | -            | -    | -    | 5     | 5     |
| Валенсія          | 1942—1943         | 13      | 5       | 4             | 2             | -            | -            | -    | -    | 17    | 7     |
| Валенсія          | 1943—1944         | 8       | 1       | 9             | 9             | -            | -            | -    | -    | 17    | 10    |
| Валенсія          | 1944—1945         | 25      | 12      | 9             | 2             | -            | -            | -    | -    | 34    | 14    |
| Валенсія          | 1945—1946         | 20      | 4       | 9             | 7             | 0            | 0            | -    | -    | 29    | 11    |
| Валенсія          | 1946—1947         | 26      | 8       | 6             | 2             | -            | -            | -    | -    | 32    | 10    |
| Валенсія          | 1947—1948         | 25      | 15      | 4             | 2             | 0            | 0            | -    | -    | 29    | 17    |
| Валенсія          | 1948—1949         | 21      | 13      | 6             | 2             | 0            | 0            | -    | -    | 27    | 15    |
| Валенсія          | 1949—1950         | 26      | 22      | 6             | 6             | 1            | 3            | -    | -    | 33    | 31    |
| Валенсія          | Разом             | 167     | 82      | 55            | 35            | 1            | 3            | 0    | 0    | 223   | 120   |
| Реал Сосьєдад     | 1950—1951         | 30      | 11      | 3             | 1             | 0            | 0            | -    | -    | 33    | 12    |
| Реал Сосьєдад     | 1951—1952         | 30      | 14      | 6             | 0             | 0            | 0            | -    | -    | 36    | 14    |
| Реал Сосьєдад     | 1952—1953         | 30      | 20      | 3             | 2             | 0            | 0            | -    | -    | 33    | 22    |
| Реал Сосьєдад     | 1953—1954         | 5       | 1       | 0             | 0             | 0            | 0            | -    | -    | 5     | 1     |
| Реал Сосьєдад     | 1954—1955         | 0       | 0       | 0             | 0             | -            | -            | 7    | 9    | 7     | 9     |
| Реал Сосьєдад     | 1955—1956         | 21      | 14      | 2             | 0             | -            | -            | -    | -    | 23    | 14    |
| Реал Сосьєдад     | Разом             | 116     | 60      | 14            | 3             | 0            | 0            | 7    | 9    | 137   | 72    |
| Гранада           | 1956—1957         | 23      | 12      | 0             | 0             | -            | -            | -    | -    | 23    | 12    |
| Гранада           | Разом             | 23      | 12      | 0             | 0             | 0            | 0            | 0    | 0    | 23    | 12    |
| Всього за кар'єру | Всього за кар'єру | 306     | 154     | 69            | 38            | 1            | 3            | 7    | 9    | 383   | 204   |

## Виступи за збірну
1948 року дебютував в офіційних матчах у складі національної збірної Іспанії. Протягом кар'єри у національній команді провів у її формі 10 матчів, забивши 7 голів.
У складі збірної був учасником чемпіонату світу 1950 року у Бразилії, де зіграв з США (3-1), з Чилі (2-0), з Англією (1-0) на першому груповому етапі і з Уругваєм (2-2) і з Бразилією (1-6) на другому. 

### Статистика в збірній
Разом: 10 матчів / 7 м'ячів; 6 перемог, 3 нічиї, 1 поразка.
Помер 31 травня 1969 року на 49-му році життя у місті Сан-Себастьян.

## Титули і досягнення
- Чемпіон Іспанії (3):

«Валенсія»: 1941—1942, 1943—1944, 1946—1947
- Володар Кубка Іспанії (1):

«Валенсія»: 1948—1949
- Володар Кубка Еви Дуарте (1): 1949